# Могилёв-Подольский консервный завод
Могилёв-Подольский консервный завод — предприятие пищевой промышленности в городе Могилёв-Подольский Могилёв-Подольского района Винницкой области Украины.

## История
Консервный завод был построен в соответствии с первым пятилетним планом развития народного хозяйства СССР.
После начала Великой Отечественной войны с 23 июня 1941 года начались воздушные бомбардировки города. 
4 июля советские войска отступили на левый берег Днестра, 7 июля 1941 года начались бои за Могилёв-Подольский. 19 июля 1941 года он был оккупирован немецко-румынскими войсками и включён в состав Румынии. 19 марта 1944 года город был освобождён советскими войсками.
В период немецко-румынской оккупации завод был разграблен и разрушен, но в соответствии с четвёртым пятилетним планом восстановления и развития народного хозяйства СССР он был восстановлен и к началу 1946 года - возобновил работу под названием Могилёв-Подольский плодоконсервный завод. В годы пятой пятилетки (1951 - 1955 гг.) завод увеличил производственные мощности и расширил ассортимент выпускаемой продукции.
В 1969 году промышленные предприятия города были подключены к единой энергосистеме СССР.  
После освоения производства мясных консервов предприятие было переименовано в Могилёв-Подольский консервный завод.
На предприятии развивалось движение изобретателей и рационализаторов. В годы восьмой пятилетки (1966 - 1970) здесь разработали и осуществили комплексную механизацию разгрузки и погрузки стеклотары и сырья, создали новую высокоэффективную машину для мойки стеклянных банок, а также устройство для автоматизации работы артезианских скважин. Лучший рационализатор завода слесарь В. И. Бойко был награждён орденом Ленина.
В целом, в советское время консервный завод входил в число ведущих предприятий города.
После провозглашения независимости Украины завод перешёл в ведение государственного комитета пищевой промышленности Украины. 
В мае 1995 года Кабинет министров Украины утвердил решение о приватизации завода, в дальнейшем государственное предприятие было преобразовано в открытое акционерное общество.

## Деятельность
Предприятие производит мясные, мясорастительные и плодоовощные консервы.